# Jo Van Fleet
Pour les articles homonymes, voir Fleet (homonymie).
Jo Van Fleet, née le 29 décembre 1915 à Oakland, Californie et morte le 10 juin 1996 dans le quartier de Queens à New York, aux États-Unis, est une actrice américaine.

## Biographie

### Enfance et jeunesse
Josephine naît en 1915 (1914 selon d'autres sources) à Oakland, Californie. Elle est la plus jeunes des deux filles du couple Roy H. Van Fleet et Elizabeth "Bessie" Catherine Gardner, venant de l'Indiana et du Michigan. Son père Roy travaillait pour le chemin de fer mais est mort d'un infection de la gorge à streptocoque, laquelle s'est propagée à tout son corps.
Les archives du recensement fédéral montrent qu'aux 5 ans de Josephine, sa sœur de 18 ans, Corinne, et leur mère vivaient à Oakland avec la famille proche de Bessie, Ralph et Mary Gardner. Pour subvenir à ses besoins et à ceux de ses deux filles, Bessie, devenue veuve en 1920, travaille comme vendeuse dans un magasin de produits secs à Oakland.
Tandis qu'elle montre un intérêt précoce pour les productions théâtrales, Jo est diplômée de l'Université de Californie en 1936, se concentrant sur des sujets variés et passant ensuite plusieurs années comme professeur de lycée à Morro Bay, en Californie. Elle poursuit sa formation théâtrale à travers un programme d'études supérieures au College of the Pacific à Stockton, en Californie. Après l'obtention de son diplôme, elle part à New York pour un programme de maîtrise. Elle y continue sa formation avec Sanford Meisner à la Neighborhood Playhouse.

### Carrière
En 1944, Van Fleet commence sa carrière théâtrale et se met immédiatement en avant dans le rôle de Miss Phipps dans la pièce Uncle Harry au National Theatre de Washington. Deux ans plus tard, à New York, elle se distingue également à Broadway par sa performance dans le rôle de Dorcas dans la pièce de Shakespeare Le Conte d'hiver, et, une nouvelle fois, en 1950, comme Regan face à Louis Calhern dans Le Roi Lear. Elle remporte le Tony Award du Meilleur second rôle féminin dans une pièce en 1954 pour son rôle de Jessie Mae Watts dans la pièce d'Horton Foote, The Trip to Bountiful, partageant l'affiche avec Lillian Gish et Eva Marie Saint.
Malgré ses rapides succès sur scène, Van Fleet travaille à améliorer ses compétences à la fin des années 1940 et au début des années 1950, en étudiant avec Elia Kazan et Lee Strasberg à l'Actors Studio de New York. En 1952, Kazan la dirige dans la pièce La Fuite en Égypte et, l'année suivante, dans Camino Real. En 1954, il l'encourage à travailler pour le cinéma à Hollywood. Là-bas, Kazan la lance dans son adaptation à l'écran de l’œuvre de John Steinbeck, À l'est d'Éden (1955) pour Warner Bros. Dans cette production, Van Fleet, pour ses débuts au cinéma, joue Cathy Ames, la mère du personnage interprété par James Dean. Sa performance, largement saluée par les critiques, lui fait remporter un Oscar de la Meilleure Actrice dans un second rôle. Sa carrière cinématographique est constante tout au long des années 1960 et comprend des films tels que La Rose tatouée (1955), Une femme en enfer (1955), Le Roi et Quatre Reines (1956), et Règlements de comptes à O.K. Corral (1957). Cependant, sa carrière ne progresse pas comme elle l'avait espéré. Son ami et mentor, Kazan, confirme personnellement ses frustrations : « Jo a stagné et, depuis qu'elle en a conscience, est amère. Et comme elle est devenue amère, elle est devenue plus difficile ». Dans une interview pour le Los Angeles Times après son Oscar pour À l'est d'Eden, Van Fleet a exprimé ouvertement ses inquiétudes « de devenir cantonnée aux rôles tragiques ».
En 1958, Van Fleet est nommée pour le Tony Award de la Meilleure actrice dans une pièce pour sa performance dans Look Homeward, Angel, dans lequel elle joue la mère avide du personnage d'Anthony Perkins. Parmi ses derniers films se retrouve Le Fleuve sauvage (1960), une des productions dans laquelle elle joue un personnage plus âgé qu'elle ne l'est. À seulement 44 ans au moment de Le Fleuve sauvage, Van Fleet passe cinq heures chaque matin au maquillage pour son rôle d'Ella, 89 ans, la matrone de la famille Garth. On la retrouve dans quelques autres rôles notables comme la méchante belle-mère dans Cinderella (1965), de Rodgers et Hammerstein, la mère de Paul Newman dans Luke la main froide (1967), et la mère dans Le Baiser papillon (1968).
Van Fleet apparaît également à la télévision dans quelques séries telles que Naked City, Thriller, Bonanza, Les Mystères de l'Ouest et Sergent Anderson. Parmi ses performances dramatiques les plus fortes à la télévision, on retrouve son rôle de l'explosive Madame Shrike dans l'épisode Shopping for Death (1956) pour Alfred Hitchcock présente.

### Vie privée et mort
Van Fleet épouse en 1946 le chorégraphe William G. Bales. Ils restent ensemble jusqu'à son décès en 1990. Le couple a un enfant, Michael.
En février 1960, en reconnaissance de sa carrière dans l'industrie cinématographique, mais aussi pour son travail sur scène et à la télévision, Van Fleet obtient une étoile sur le Walk of Fame d'Hollywood. Elle se trouve au 7010 Hollywood Boulevard. Politiquement, elle était démocrate et, à l'élection présidentielle de 1952, elle soutient Adlai Stevenson.
À l'âge de 81 ans, Van Fleet décède à New York, au Jamaica Hospital dans le Queens. Son corps est incinéré et ses cendres retournées à la famille.

## Filmographie

### Cinéma
- 1955 : À l'est d'Eden (East of Eden) de Elia Kazan : Kate
- 1955 : La Rose tatouée (The Rose Tattoo) de Daniel Mann : Bessie
- 1955 : Une femme en enfer (I'll Cry Tomorrow) de Daniel Mann : Katie Roth
- 1956 : Le Roi et Quatre Reines (The King and Four Queens) de Raoul Walsh : Ma McDade
- 1957 : Règlements de comptes à O.K. Corral (Gunfight at the O.K. Corral) de John Sturges : Kate Fisher, compagne délaissée de John Holliday
- 1958 : Barrage contre le Pacifique (This Angry Age) de René Clément : Mme. Dufresne
- 1960 : Le Fleuve sauvage (Wild River) d'Elia Kazan : Ella Garth
- 1967 : Luke la main froide (Cool Hand Luke) de Stuart Rosenberg : Arletta
- 1968 : Le Baiser papillon (I Love You, Alice B. Toklas!) de Hy Averback : Mrs. Fine
- 1969 : 80 Steps to Jonah de Gerd Oswald : Nonna
- 1971 : The Gang That Couldn't Shoot Straight de James Goldstone : Big Momma
- 1976 : Le Locataire de Roman Polanski : Madame Dioz
- 1986 : Seize the Day : Mrs. Einhorn

### Télévision
- 1955 : Max Liebman Spectaculars : Tante Dete
- 1955 : Star Tonight : Irene Rankin
- 1955: The Philco Television Playhouse : Shirley
- 1956: Kraft Theatre : Ma
- 1956 : Alfred Hitchcock présente : Mrs. Shrike
- 1957 : Alfred Hitchcock présente : Anna Kaminsky
- 1958 : Westinghouse Desilu Playhouse : Mrs. Lombe
- 1959 : Alcoa Theatre : Mrs. Weiss
- 1959 : G.E. True Theatre : Miss Wanda Kelsey
- 1960 : Thriller : Mrs. Cissy Hawk
- 1960 : The Play of the Week : Canina
- 1961 : DuPont Show of the Month : Callie
- 1961 : Alfred Hitchcock présente : Molly
- 1962 : Naked City : Dr Anna Chaloupka
- 1962 : Frontier Circus (en) : Amelia Curtis
- 1963 : Route 66 : Hazel Quine
- 1963 : 77 Sunset Strip : Jane Patterson
- 1964 : Summer Playhouse : Velma Clarke
- 1964 : Haute Tension : Hildy Hesse
- 1965 : Cinderella : Belle-mère
- 1966 : Le Virginien : Lee Calder
- 1967 : Bob Hope Presents the Chrysler Theatre : Emily Cooper
- 1968 : Les Mystères de l'Ouest (The Wild Wild West) : Amelia Bronston
- 1970 : Mannix : Alexandra Pulvarenti
- 1970 : La Nouvelle Équipe : Annie Crabtree
- 1970 : Bonanza : Amy Wilder
- 1971 : Great Performances : Clara
- 1971 : Bonanza : Miss Ellen Dobbs
- 1971 : Médecins d'aujourd'hui : Margaret
- 1972 : The Family Rico : Mama Rico
- 1973 : Satan's School for Girls (en) : Mrs. Jessica Williams, Headmistress
- 1973 : Médecins d'aujourd'hui : Leah
- 1977 : Sergent Anderson : Irini Karabetas
- 1980 : Power : Mother Vanda

## Récompenses
- Oscar de la meilleure actrice dans un second rôle pour À l'est d'Eden.